# Колісець
Колі́сець — село в Україні,  у Теофіпольській селищній громаді Хмельницького району Хмельницької області. Розташоване на північному заході району. До 2020 було підпорядковане Ільковецькій сільській раді.

## Історія
Засноване 1511 року. 
М. І. Теодорович у своїй книзі «Историко-статистическое описание цервей и приходов Волынской епархии», т. 4 пише, що літописець парафії священник М. Шиманський повідомив, що село Колісець, як записано в церкві на кіоті, під іконою Святого Миколая, називалося раніше містечко Колісна і знаходилося на ¼ версти на захід від теперішнього села. Чому містечко було так названо так і потім перейменовано в село Колісець і хто дав таку назву невідомо.
7 (20) листопада 1917 року, відповідно до.Третього Універсалу Української Центральної Ради, увійшло до складу Української Народної Республіки.
12 червня 2020 року, відповідно до розпорядження Кабінету Міністрів України № 727-р «Про визначення адміністративних центрів та затвердження територій територіальних громад Хмельницької області», увійшло до складу Теофіпольської селищної громади.
19 липня 2020 року, в результаті адміністративно-територіальної реформи та ліквідації Теофіпольського району, село увійшло до складу Хмельницького району.
У селі 174 двори, 510 мешканців (2006), є бібліотека, загальноосвітня школа.
Неподалік від села розташований Колісецький заказник.